# Małe kobietki (film 2019)
Małe kobietki (ang. Little Women) – amerykański dramat filmowy z 2019 roku w reżyserii Grety Gerwig. Scenariusz powstał na podstawie XIX-wiecznej powieści Louisy May Alcott pod tym samym tytułem. W filmie wystąpili m.in. Saoirse Ronan, Emma Watson, Florence Pugh, Eliza Scanlen, Laura Dern, Timothée Chalamet, Meryl Streep, Tracy Letts, Bob Odenkirk, James Norton, Louis Garrel i Chris Cooper.

## Zarys fabuły
Pracująca jako nowojorska nauczycielka Jo March wspomina czasy wojny secesyjnej, gdy ona i jej siostry walczyły z przeciwnościami losu, dzieląc się z innymi entuzjazmem i afirmacją życia.

## Obsada

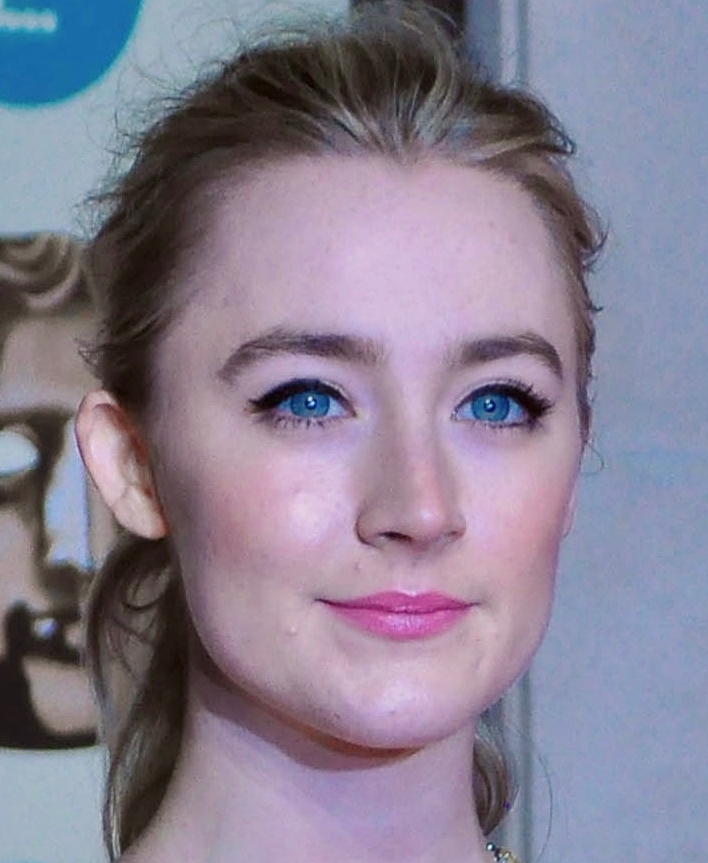
Saoirse Ronan

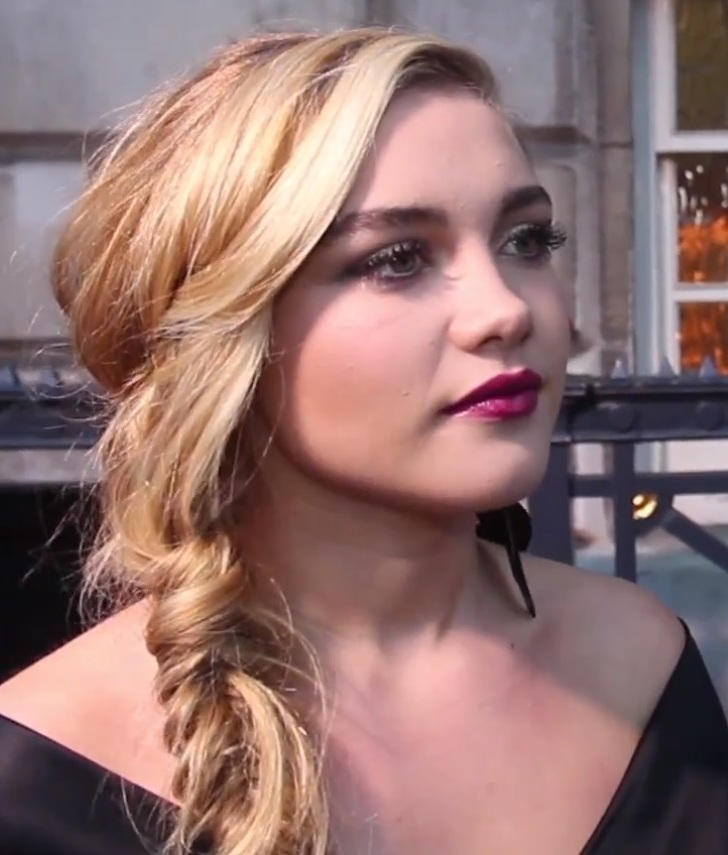
Florence Pugh

| Aktor             | Rola            |
| ----------------- | --------------- |
| Saoirse Ronan     | Jo March        |
| Emma Watson       | Meg March       |
| Florence Pugh     | Amy March       |
| Eliza Scanlen     | Beth March      |
| Laura Dern        | Marmee March    |
| Timothée Chalamet | Laurie Laurence |
| Meryl Streep      | Ciotka March    |
| Tracy Letts       | Pan Dashwood    |
| Bob Odenkirk      | Ojciec March    |
| James Norton      | John Brooke     |
| Louis Garrel      | Friedrich Bhaer |
| Chris Cooper      | Pan Laurence    |
| Abby Quinn        | Annie           |
| Lilly Englert     | Kate Vaughn     |

## Odbiór

### Krytyka w mediach
Film spotkał się z bardzo dobrą reakcją krytyków. W serwisie Rotten Tomatoes 95% z 342 recenzji jest pozytywnych, a średnia ocen wyniosła 8,59/10. Na portalu Metacritic średnia ocen z 57 recenzji wyniosła 91 punktów na 100.

### Nagrody i nominacje
Film zdobył 6 nominacji do Nagrody Akademii Filmowej (w tym za najlepszy film), 2 nominacje do Złotych Globów, 5 nominacji do nagrody BAFTA i zdobył nagrodę Critics’ Choice za najlepszy scenariusz adaptowany (otrzymał ponadto 8 nominacji do tej nagrody w innych kategoriach).